# Magdalena Egger
Magdalena Egger (ur. 22 stycznia 2001 w Feldkirch) – austriacka narciarka alpejska, wielokrotna medalistka mistrzostw świata juniorów.

## Kariera
Po raz pierwszy na arenie międzynarodowej pojawiła się 14 listopada 2017 roku w Sulden, gdzie w zawodach juniorskich zajęła trzecie miejsce w slalomie. W 2020 roku wzięła udział w mistrzostwach świata juniorów w Narwiku, zdobywając złote medale w zjeździe, supergigancie i kombinacji. Na rozgrywanych rok później mistrzostwach świata juniorów w Bansku zajęła trzecie miejsce w supergigancie. Ponadto podczas mistrzostw świata juniorów w Panoramie wywalczyła złote medal w zjeździe, gigancie i supergigancie oraz srebrne w kombinacji i rywalizacji drużynowej.
W Pucharze Świata zadebiutowała 14 stycznia 2020 roku we Flachau, gdzie nie zakwalifikowała się do pierwszego przejazdu w slalomie. Pierwsze punkty zdobyła 21 listopada 2021 roku w Levi, zajmując w tej samej konkurencji 19. miejsce.

## Osiągnięcia

### Mistrzostwa świata juniorów
| Miejsce | Dzień     | Rok  | Miejscowość  | Konkurencja | Czas biegu | Strata | Zwyciężczyni          |
| ------- | --------- | ---- | ------------ | ----------- | ---------- | ------ | --------------------- |
| 35.     | 19 lutego | 2019 | Val di Fassa | Gigant      | 1:54,99    | +6,01  | Alice Robinson        |
| DNF2    | 20 lutego | 2019 | Val di Fassa | Slalom      | 1:47,70    | -      | Meta Hrovat           |
| 1.      | 7 marca   | 2020 | Narwik       | Zjazd       | 1:03,87    | –      | –                     |
| 1.      | 8 marca   | 2020 | Narwik       | Supergigant | 1:08,10    | –      | –                     |
| 1.      | 9 marca   | 2020 | Narwik       | Kombinacja  | 1:39,23    | –      | –                     |
| DNF2    | 11 marca  | 2020 | Narwik       | Gigant      | 2:04,91    | –      | Sara Rask             |
| 3.      | 8 marca   | 2021 | Bansko       | Supergigant | 53,32      | +0,37  | Lena Wechner          |
| DNF1    | 9 marca   | 2021 | Bansko       | Gigant      | 1:46,54    | –      | Hanna Aronsson Elfman |
| DNF2    | 10 marca  | 2021 | Bansko       | Slalom      | 1:40,24    | –      | Sophie Mathiou        |
| 1.      | 3 marca   | 2022 | Panorama     | Zjazd       | 1:28,33    | -      | -                     |
| 1.      | 5 marca   | 2022 | Panorama     | Supergigant | 1:08,34    | -      | -                     |
| 2.      | 6 marca   | 2022 | Panorama     | Kombinacja  | 2:03,73    | +0,37  | Marie Lamure          |
| 2.      | 7 marca   | 2022 | Panorama     | Drużynowo   | -          | -      | Kanada                |
| 15.     | 8 marca   | 2022 | Panorama     | Slalom      | 1:39,88    | +2,57  | Zrinka Ljutić         |
| 1.      | 9 marca   | 2022 | Panorama     | Gigant      | 2:31,02    | -      | -                     |

### Puchar Świata

#### Miejsca w klasyfikacji generalnej
- sezon 2020/2021: 108.
- sezon 2021/2022:

#### Miejsca na podium w zawodach
Egger nie stanęła na podium zawodów PŚ.